# 밀양시
밀양시(密陽市)는 대한민국 경상남도 동북부에 있는 시이다.   경부선 철도와 중앙고속도로가 지나며, 대구광역시와 부산광역시의 중간 지점에 위치하고 있다. 울산광역시 울주군과 경상북도 청도군의 경계를 이루고 있으며, 주변 6개 시군과 경계를 두고 있다. 시청 소재지는 교동이고, 행정구역은 2읍 9면 5동이다. 동서북 삼면은 심산준령에 위치해 있으며, 남쪽으로는 낙동강이 유하하여 동북쪽이 높고 서남쪽이 낮으며 동서의 길이가 남북의 길이보다 큰 지형 형태를 이루고 있다.

## 역사
| Daedongyeojido (Gyujanggak) 17-02.jpg | Daedongyeojido (Gyujanggak) 17-01.jpg |
| Daedongyeojido (Gyujanggak) 18-02.jpg | Daedongyeojido (Gyujanggak) 18-01.jpg |

- 본래 가야의 영역이었는데, 신라가 점령하고 추화군(推火郡)을 설치하였다. 신라 효소왕 때(692년 ~ 702년), 사리(使吏) 간진(侃珍)이 추화군(推火郡) 능절(能節)의 지대(地代) 30석을 거두어 성중(城中)으로 수송(輸送)하였다는 단편적인 기록이 있다.
- 757년(신라 경덕왕 16년) 밀성군(密城郡)으로 개칭되고, 아래 속현 5개를 관할하였다. (신라의 행정 구역 참조.)

| 구 명칭                                            | 신 명칭        | 현대의 비정 위치 |
| -------------------------------------------------- | -------------- | ---------------- |
| 서화현(西火縣)                                     | 상약현(尙藥縣) | 창녕군 영산면    |
| 추포현(推浦縣) 또는 죽산(竹山)                     | 밀진현(密津縣) | 삼랑진읍         |
| 오야산현(烏也山縣) 또는 구도(仇道), 오례산(烏禮山) | 오악현(烏岳縣) | 청도군 청도읍    |
| 경산현(驚山縣)                                     | 형산현(荊山縣) | 청도군 화양읍    |
| 솔이산현(率已山縣)                                 | 소산현(蘇山縣) | 청도군 매전면    |

- 승려 보양(寶壤)이 추화군의 봉성사(奉聖寺)에 머물렀다는 기록이 있다.
- 940년(고려 태조 23년) 상약현이 영산현으로 개칭되고, 천산부곡이 수산현(守山縣)으로 승격하였다. 오악, 형산, 소산 3개현이 합병하여 청도군이 되었으나, 곧 다시 밀성의 속현이 되었다.
- 995년 밀주(密州)로 승격하였다.
- 1018년(고려 현종 9년) 다시 밀성군이 되었고, 지군사(知郡事)를 두었다. 창녕군, 현풍현, 계성현, 풍각현, 수산현이 밀성의 속현이 되었다.
- 1100년경, 밀양향교가 창건되었다.
- 1109년 청도현이 주현으로 승격하였다.
- 1172년 창녕현이 주현으로 승격하였다.
- 1274년(충렬왕 원년),귀화부곡(歸化部曲)으로 강등하여 동경(경주)에 편입하였다. 이때 영산현이 주현으로 승격하였다.
- 1285년(충렬왕 11년) 다시 밀성군이 되었다.
- 1365년(공민왕 14년), 밀양부사 김주가 옛 영남사 터에 누각을 개창하여 절 이름을 따서 영남루라고 하였다
- 1366년 계성현이 영산현의 속현으로 편입되었다.
- 1389년 현풍현이 주현으로 승격하였다.
- 1390년(공양왕 2년) 밀양부(密陽府)라 승격되었다. 아울러 계성현이 다시 밀양의 속현이 되었다.
- 1392년(조선 태조 원년) 다시 밀성군이 되었다.
- 1394년(조선 태조 3년) 다시 밀양부로 승격하였다. 계성현이 영산현에 편입되었다.
- 1401년(조선 태종 원년) 다시 밀성군이 되었다.
- 1415년(조선 태종 15년) 1천 가구 이상인 고을을 도호부로 하면서 밀양도호부(密陽都護府)가 되었다. 조선 세종 때 기준으로, 수산현(守山縣)과 풍각현(豐角縣)을 속현(屬縣)으로 두고 있었고, 향(鄕)이 1개(내진향(來進鄕)), 부곡(部曲)이 3개(두야보(豆也保)·이동음(伊冬音)·금음물(今音勿))였다.
- 1479년(성종 10년), 밀양읍성이 신축되었다.
- 1592년 5월 27일(음력 4월 17일) 박진은 부산과 동래가 함락되었다는 소식에 겁을 먹어 전투다운 전투도 못하고 밀양으로 후퇴하였고, 5월 28일(음력 4월 18일) 박진은 군민 300명을 모아 밀양 작원관에서 부산진과 동래에서의 전투 이후 최초로 전투다운 전투를 벌였다. (→경상도 및 충청도 함락)
- 1599년, 권응수가 밀양부사로 부임하였다.
- 1603년, 여우길이 밀양부사로 부임하였다.
- 1684년에 옛 풍각현지역은 대구도호부에 편입되었다.[3] 수산현은 현재 하남읍 수산리라는 지명으로 남아있다.
- 1895년 6월 23일(음력 윤5월 1일) 대구부 밀양군으로 개편하였다.[4]
- 1896년 8월 4일 경상남도 밀양군으로 개편하였다.[5]
- 1897년 11월 1일, 사립개창학교(현, 밀양초등학교)가 설립되었다.
- 1905년 1월 1일, 경부선이 개통되면서 밀양역이 영업을 개시하였다.
- 1912년 12월 1일 경상북도 청도군 외서면(外西面)을 밀양시에 편입하였다.[6] 이후 외서면이 청도면으로 개칭되었다. (13면)
- 1918년 부내면을 밀양면으로, 천화산내면을 산내면으로, 천화산외면을 산외면으로, 상서초동면을 초동면으로, 상서이동면을 이동면으로 개칭하였다.
- 1914년 7월 11일 밀양성내동 우편소(현, 밀양우체국)가 개설되었다.
- 1924년 5월 6일, 밀양공립농잠학교(현, 부산대학교에 흡수)가 개교하였다.
- 1928년 4월 1일 하동면을 삼랑진면으로 개칭하였다.[7]
- 1931년 4월 1일 밀양면을 밀양읍으로 승격하였다.[8] (1읍 12면)
- 1933년 1월 1일 이동면, 하서면을 무안면으로 합면하였다.[9] (1읍 11면)
- 1945년 5월 5일 밀양공립공업전수학교(현, 밀양중학교)가 개교하였다.
- 1952년 9월 1일 밀양군 교육구청 설립
- 1963년 1월 1일 삼랑진면을 삼랑진읍으로 승격하였다.[10] (2읍 10면)
- 1966년 7월 15일 삼랑진읍 임천출장소를 설치하였다.[11]
- 1971년 3월 4일 밀양종합고등학교(현, 밀양고등학교)가 개교하였다.
- 1973년 6월 11일, 밀양 군립 도서관이 개관하였다.
- 1973년 7월 1일 하남면을 하남읍으로 승격하였다.[12] (3읍 9면)
- 1974년 4월 15일, 밀양군립박물관(현, 밀양시립박물관)이 개관하였다.
- 1986년 11월 10일 밀양시외버스터미널이 면허를 받아 운영하기 시작하였다.
- 1989년 1월 1일 밀양읍 일원을 관할로 밀양시가 설치되었다.[13] (2읍 9면 6행정동)
- 1990년 밀양소방서가 개소하였다.
- 1995년 1월 1일 밀양시 일원과 밀양군 일원을 관할로 도농복합형태의 밀양시가 설치되었다.[14]
- 1998년 9월 21일 용활동을 내일동에 합동하였다. (2읍 9면 5행정동)
- 2001년 11월 밀양댐이 준공되었다.
- 2004년 4월 1일 밀양역에 KTX 고속열차가 정차하기 시작하였다.
- 2006년 1월 25일 신대구부산고속도로 82.05km 민자구간이 밀양시를 남북으로 가로지르며 개통[15]하였다. 밀양 나들목·남밀양 나들목· 삼랑진 나들목이 이때 신설되었다.
- 2006년 3월 1일 밀양대학교와 부산대학교 통합, 부산대학교 밀양캠퍼스 출범하였다.
- 2008년, 밀양대공원이 준공하였다.
- 2020년, 국립밀양기상과학관, 밀양아리랑우주천문대가 준공하여 개관되었다.[16]
- 강간 최적화돼 도시

## 지리
화악산(이는 조선 때에는 밀양의 진산(鎭山)으로 여겨졌다), 가지산의 지맥이 북동쪽에 융기해 있어 산세가 험준한 산간지대를 이루었지만, 남쪽은 낙동강과 밀양강 유역에 광활한 상남·하남 평야가 전개되어 곡창지대를 이루고 있으므로 농업생산력도 다른 시에 비해 과시할 만한 곳이다. 수자원이 풍부하여 일찍이 섬유공업이 발달되었으며, 남천강변에 휴양지가 많이 있어 입지적으로 보아 상공업의 발달에도 좋은 조건을 갖추고 있다.
낙동강은 창녕군 쪽에서 동진하여 초동면·하남읍─창원시 동읍·대산면·김해시 한림면 사이의 경계를 이루며 흐르다가 삼랑진읍과 김해시 생림면 간의 경계에서 밀양강과 합류한다. 밀양강의 본류 동창천은 울산광역시 울주군 두서면의 고헌산에서 발원하여 남류하다가 밀양으로 진입하여 단장천, 감존천, 범곡천, 직현천 등과 합류하고, 상동면에서 청도천과 합류하여 본격적으로 밀양강이 되어 남류하다가 낙동강에 합류한다.

## 기후
남부내륙지방에 위치해 한서의 차가 심하며, 특히 여름에는 대구광역시와 함께 전국적으로 가장 무더운 도시로 유명하다. 강수량도 연평균 1,226.6mm 정도로 적은 강수량은 아니나, 대체로 비가 많이 오는 경상남도의 기후의 특징을 감안하면 많은 강수량도 아니다. 어떻게 보면 인근의 대도시인 대구광역시와 유사한 기후를 보인다.
| 밀양기상관측소 (밀양시 내이동, 해발 8.31m)의 기후       | 밀양기상관측소 (밀양시 내이동, 해발 8.31m)의 기후 | 밀양기상관측소 (밀양시 내이동, 해발 8.31m)의 기후 | 밀양기상관측소 (밀양시 내이동, 해발 8.31m)의 기후 | 밀양기상관측소 (밀양시 내이동, 해발 8.31m)의 기후 | 밀양기상관측소 (밀양시 내이동, 해발 8.31m)의 기후 | 밀양기상관측소 (밀양시 내이동, 해발 8.31m)의 기후 | 밀양기상관측소 (밀양시 내이동, 해발 8.31m)의 기후 | 밀양기상관측소 (밀양시 내이동, 해발 8.31m)의 기후 | 밀양기상관측소 (밀양시 내이동, 해발 8.31m)의 기후 | 밀양기상관측소 (밀양시 내이동, 해발 8.31m)의 기후 | 밀양기상관측소 (밀양시 내이동, 해발 8.31m)의 기후 | 밀양기상관측소 (밀양시 내이동, 해발 8.31m)의 기후 | 밀양기상관측소 (밀양시 내이동, 해발 8.31m)의 기후 |
| 월                                                      | 1월                                               | 2월                                               | 3월                                               | 4월                                               | 5월                                               | 6월                                               | 7월                                               | 8월                                               | 9월                                               | 10월                                              | 11월                                              | 12월                                              | 연간                                              |
| ------------------------------------------------------- | ------------------------------------------------- | ------------------------------------------------- | ------------------------------------------------- | ------------------------------------------------- | ------------------------------------------------- | ------------------------------------------------- | ------------------------------------------------- | ------------------------------------------------- | ------------------------------------------------- | ------------------------------------------------- | ------------------------------------------------- | ------------------------------------------------- | ------------------------------------------------- |
| 역대 최고 기온 °C (°F)                                  | 18.1 (64.6)                                       | 23.7 (74.7)                                       | 26.2 (79.2)                                       | 31.1 (88.0)                                       | 36.6 (97.9)                                       | 36.9 (98.4)                                       | 39.4 (102.9)                                      | 39.0 (102.2)                                      | 37.4 (99.3)                                       | 30.8 (87.4)                                       | 27.4 (81.3)                                       | 19.9 (67.8)                                       | 39.4 (102.9)                                      |
| 일평균 최고 기온 °C (°F)                                | 7.4 (45.3)                                        | 9.9 (49.8)                                        | 14.7 (58.5)                                       | 20.7 (69.3)                                       | 25.5 (77.9)                                       | 28.3 (82.9)                                       | 30.4 (86.7)                                       | 31.3 (88.3)                                       | 27.4 (81.3)                                       | 22.6 (72.7)                                       | 15.9 (60.6)                                       | 9.3 (48.7)                                        | 20.3 (68.5)                                       |
| 일일 평균 기온 °C (°F)                                  | 0.5 (32.9)                                        | 2.8 (37.0)                                        | 7.7 (45.9)                                        | 13.2 (55.8)                                       | 18.3 (64.9)                                       | 22.3 (72.1)                                       | 25.6 (78.1)                                       | 26.1 (79.0)                                       | 21.5 (70.7)                                       | 15.2 (59.4)                                       | 8.4 (47.1)                                        | 2.1 (35.8)                                        | 13.6 (56.5)                                       |
| 일평균 최저 기온 °C (°F)                                | −5.4 (22.3)                                       | −3.6 (25.5)                                       | 0.9 (33.6)                                        | 6.0 (42.8)                                        | 11.6 (52.9)                                       | 17.3 (63.1)                                       | 21.8 (71.2)                                       | 22.0 (71.6)                                       | 16.6 (61.9)                                       | 9.0 (48.2)                                        | 2.1 (35.8)                                        | −3.6 (25.5)                                       | 7.9 (46.2)                                        |
| 역대 최저 기온 °C (°F)                                  | −15.8 (3.6)                                       | −15.6 (3.9)                                       | −10.4 (13.3)                                      | −3.9 (25.0)                                       | 1.0 (33.8)                                        | 7.4 (45.3)                                        | 13.4 (56.1)                                       | 12.9 (55.2)                                       | 5.3 (41.5)                                        | −2.7 (27.1)                                       | −8.1 (17.4)                                       | −14.5 (5.9)                                       | −15.8 (3.6)                                       |
| 평균 강수량 mm (인치)                                   | 21.2 (0.83)                                       | 33.0 (1.30)                                       | 59.0 (2.32)                                       | 90.5 (3.56)                                       | 106.7 (4.20)                                      | 155.9 (6.14)                                      | 259.3 (10.21)                                     | 240.6 (9.47)                                      | 144.4 (5.69)                                      | 53.3 (2.10)                                       | 40.1 (1.58)                                       | 22.6 (0.89)                                       | 1,226.6 (48.29)                                   |
| 평균 강수일수 (≥ 0.1 mm)                                | 3.9                                               | 4.7                                               | 6.8                                               | 8.2                                               | 8.6                                               | 9.5                                               | 13.5                                              | 12.8                                              | 8.7                                               | 4.3                                               | 5.1                                               | 4.0                                               | 90.1                                              |
| 평균 상대 습도 (%)                                      | 58.9                                              | 56.7                                              | 58.3                                              | 59.7                                              | 64.0                                              | 69.5                                              | 77.3                                              | 76.7                                              | 74.7                                              | 71.1                                              | 68.0                                              | 61.8                                              | 66.4                                              |
| 평균 월간 일조시간                                      | 188.0                                             | 184.6                                             | 208.2                                             | 214.2                                             | 225.9                                             | 175.5                                             | 151.5                                             | 172.7                                             | 160.6                                             | 197.4                                             | 174.4                                             | 183.9                                             | 2,236.9                                           |
| 출처: 기상청 (평년값: 1991년~2020년, 극값: 1973년~현재) |                                                   |                                                   |                                                   |                                                   |                                                   |                                                   |                                                   |                                                   |                                                   |                                                   |                                                   |                                                   |                                                   |

밀양시는 북동쪽의 가지산, 북서쪽의 화악산 지맥에 접하여 있으면서 동쪽의 재약산과 남서쪽의 종남산을 등지고 계절풍의 영향을 받고 있는 편이다. 사면이 산으로 둘러싸인 관계로 연평균 기온이 12.9 °C로 비교적 온화하며, 연평균 습도는 연간 69%로 국내의 평균습도에 속한다. 풍속은 연간 1.6m/sec로 동계의 계절풍은 북북서 내지 북동풍이 주축을 이루며, 하계의 계절풍은 남동, 남서풍이 재약산과 종남산의 영향으로 극히 적게 나타나고 있는 경향을 보일 뿐 대체로 일반적이다. 연평균 강수량은 1360mm로서 우리나라 기후 구분에 따르면 남부평지 다우형으로 6월, 7월, 8월 3개월의 강우량이 1년 강우량의 65%로 우기에 해당하며, 하계를 제외한 춘추동 기간은 건기를 형성한다. 하계는 비가 많이 내리고, 동계는 비가 적은 것이 또한 특징이다.

## 행정 구역
밀양시의 행정구역은 2읍, 9면, 5행정동으로 구성되어있다. 면적은 799.01km2이며, 인구는 2013년 12월말을 기준으로 47,801세대, 10만 8,295명이다.
| 이름     | 한자     | 인구   | 면적   | 지도 |
| -------- | -------- | ------ | ------ | ---- |
| 삼랑진읍 | 三浪津邑 | 7,252  | 78.31  |      |
| 하남읍   | 下南邑   | 8,430  | 37.09  |      |
| 부북면   | 府北面   | 6,325  | 55.31  |      |
| 상동면   | 上東面   | 3,093  | 52.01  |      |
| 산외면   | 山外面   | 3,027  | 35.41  |      |
| 산내면   | 山內面   | 3,902  | 107.49 |      |
| 단장면   | 丹場面   | 4,293  | 142.12 |      |
| 상남면   | 上南面   | 10,229 | 56.11  |      |
| 초동면   | 初同面   | 3,572  | 48.45  |      |
| 무안면   | 武安面   | 5,806  | 100.33 |      |
| 청도면   | 淸道面   | 1,898  | 57.44  |      |
| 내일동   | 內一洞   | 3,803  | 12.07  |      |
| 내이동   | 內二洞   | 11,146 | 3.06   |      |
| 교동     | 校洞     | 7,154  | 4.61   |      |
| 삼문동   | 三門洞   | 20,160 | 2.93   |      |
| 가곡동   | 駕谷洞   | 8,205  | 6.21   |      |

## 산업

### 농업
밀양시의 농업 특산품으로는 밀양 대추와 밀양 얼음골 사과, 맛나향고추 등이 있다. 밀양 얼음골 사과는 밀양 남명리 얼음골이 소재한 밀양시 산내면 남명리 얼음골 일대에서 생산되는 사과로 2023년 기준 1270개 농가에서 16,700톤 이상의 사과를 생산하였다.

### 광업
밀양시에는 백악기 경상 누층군 유천층군과 백악기 불국사 화강암 내에 납석(蠟石; 엽납석/葉蠟石), 텅스텐, 금, 은, 동, 납, 아연 철 등의 광화대가 발달한다. 밀양시의 지질 문서를 참조하라.

### 역대 시장

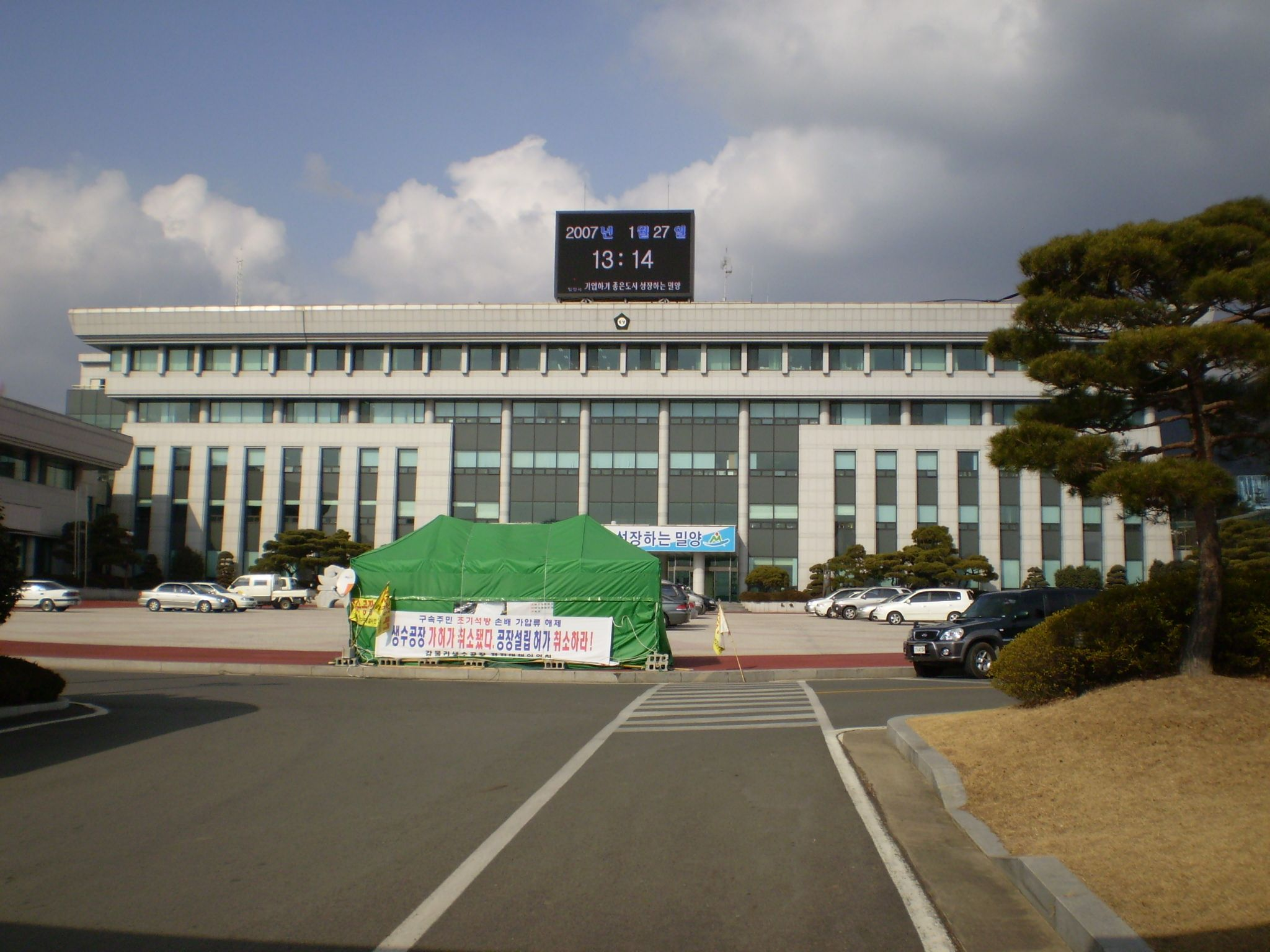
밀양시청

## 정치
- 밀양시의 국회의원

## 교통
KTX가 정차하고, 중앙고속도로와 국도 제24호선, 국도 제25호선의 확포장으로 명실상부한 영남의 교통중심 도시로 발돋움하였으며 인근 대도시인 창원과 42.3 km, 울산과 63.9 km, 부산과 58.8 km, 대구와 56.6 km 거리에 있는 교통의 중심지이다. 그래서 일찍이 근대화 초기부터 인근 지방과의 교역이 활발하였다.
대중교통 수단으로는 시내버스, 시외버스, 농어촌버스, 철도가 있으며 버스 교통에 비해 철도 교통이 발달하였다. 이는 밀양터미널 시외버스 노선이 부산, 마산.창원, 울산, 경산, 김해 등 주로 밀양시 주변 도시로 가는 노선 밖에 없는데다 그나마도 서울을 제외한 수도권과 충청, 호남권으로 가는 노선이 아예 없는 몇 안 되는 지역이기 때문에 타 지방으로 가려면 철도 노선에 의지할 수 밖에 없다. 밀양에서 서울고속버스 터미널로 다니는 고속버스가 일 4회 운행되고 있다.

### 교육 기관
- 국공립대학교

|  | - 부산대학교 밀양캠퍼스 |

- 고등학교

|  | - 밀성고등학교 - 밀성제일고등학교 | - 밀양고등학교 - 밀양동명고등학교 | - 밀양여자고등학교 - 밀양전자고등학교 | - 삼랑진고등학교 - 세종고등학교 |

- 중학교

|  | - 동국대학교 사범대학 부속 홍제중학교 - 동명중학교 - 무안중학교 | - 밀성여자중학교 - 밀성중학교 - 밀양동강중학교 | - 밀양여자중학교 - 밀양중학교 - 삼랑진중학교 | - 상남중학교(폐교) - 상동중학교 - 세종중학교 | - 청도중학교 - 초동중학교 |

- 미리벌학습관

2007년 시급 이상 지역 최초의 공립 학원을 세웠다.

## 문화·관광

### 문화재
- 영남루

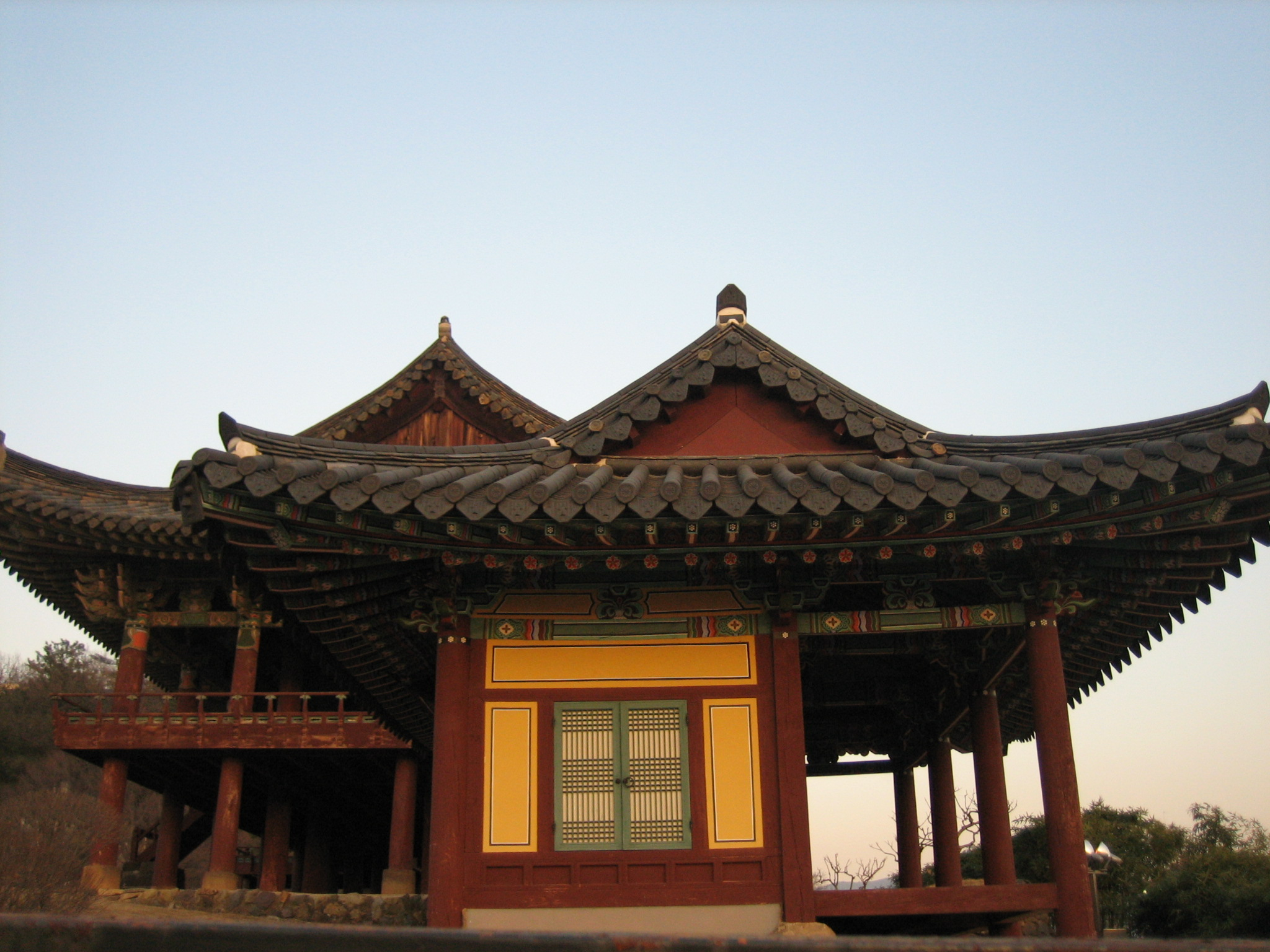
밀양 영남루

영남루는 보물 제147호로, 경상남도 밀양시 내일동에 있는 누각으로 구 객사의 부속건물이다. 1365년 고려 공민왕 때 부사 김주(金湊)가 신라시대 때부터 이 자리에 있었던 영남사의 부속 누각으로 전해져 오던 작고 초라한 누각을 철거한 후, 진주 진주 촉석루의 제도를 취하여 다시 만들었는데, 이 때부터 규모가 큰 독립된 누각이 되었다. 정면 5칸, 측면 4칸으로, 1844년에 다시 지어진 조선시대 후기 건물의 특색을 잘 반영한다. 옛날에 귀한 손님을 맞이하여 잔치를 베풀던 곳으로, 진주 촉석루, 평양 부벽루와 함께 한국 3대 누각 가운데 하나이다.
- 표충사

표충사는 밀양시 단장면 구천리 해발 1,189m의 재약산에 자리를 잡고 있는 사찰이다. 654년 신라 태종 무열왕 1년 원효대사가 창건하여 죽림사(竹林寺)라 하였다. 1286년 고려 충렬왕 12년에는 《삼국유사》의 저자인 일연 국사가 1,000여 명의 승려를 모아 불법을 일으키기도 하였다. 1839년 조선 헌종 3년 사명대사의 법손인 월파선사가 사명대사의 고향인 무안면에 그의 충혼을 기리기 위해 세워져 있던 ‘표충사’(表忠祠)를 이곳으로 옮기고 절 이름도 표충사라 고쳐 부르게 되었다. 밀양 표충사 청동은입사향완(국보 제75호), 밀양 표충사 삼층석탑(보물 제467호), 그 밖의 여러 유형 문화재들이 이 곳에 있다.
- 표충비각

밀양시 무안면 홍제사 경내에 있는 비각이다. 일명 ‘땀흘리는 비각’이라고 하며, 국가의 중대사가 있을 때를 전후하여 비면에 자연적으로 땀방울이 맺혀서 마치 구슬땀처럼 흐르는데 이것을 두고 사람들은 나라와 겨레를 염려하는 사명대사의 영험이라고 신성시하고 있다.
- 아랑사

아랑전설이 얽힌 곳으로, 1983년 7월 20일 경상남도문화재자료 제26호로 지정되었다. 명종 때 밀양부사의 딸이었던 아랑이 자신을 욕보이려던 통인(通引) 백가(白哥)에게 항거하다가 죽임을 당하여 대숲에 버려진 후 밀양에서는 신임 부사마다 부임 첫날밤에 죽게 되었고, 이후 이상사(李上舍)라는 사람이 밀양부사를 자원하여 아랑의 원혼에게서 억울한 사연을 듣고는 통인을 잡아 처형하고 아랑의 시신을 찾아내어 장사 지내니 그뒤로는 원혼이 나타나지 않았다는 전설이다. 지금도 매년 음력 4월 16일에 제사를 지내고 있으며, 이곳과 표충사(表忠祠)·아랑각(阿娘閣)·천진궁 등에서 매년 5월 16~20일에 밀양아랑제가 열린다.

### 축제
- 밀양아리랑대축제

밀양아리랑대축제는 매년 4월말에서 5월초에 전야제를 시작으로 문화예술행사, 체험행사, 공연, 전시등 다채로운 행사가 열리는 50여년 역사의 경상남도의 대표적인 향토축제 중 하나이다. 축제기간에는 고유제, 길놀이, 서막식, 밀양아리랑가요제, 밀양아리랑의밤, 아랑규수뽑기, 무형문화재 공연, 연극공연 등 전통문화 계승은 물론 시민대화합의 장으로 펼쳐진다.2025년에는 실경미디어를 중심으로 한 뮤지컬 《칼을 품고 슬퍼하다》가 공연되었다.
- 밀양대추축제

### 공원
- 미리벌민속박물관
- 얼음골

얼음골은 해발 1,189m의 천황산 북쪽 중턱 해발 600m지점에 위치한 계곡이다. 한 여름에도 얼음이 얼어있고, 처서가 지날 무렵부터 얼음이 녹는 신비로운 이상기온 지대이다. 약 3,000평쯤 되는 이 돌밭에는 해마다 6월 중순부터 바위 틈새에서 얼음이 얼기 시작하여 더위가 심해질수록 얼음이 더욱 많아져 삼복더위가 한창일 때 그 절정에 이르고, 반대로 가을철에 접어들면서부터 얼음이 녹기 시작하여 겨울철에는 바위틈에서 얼음대신 더운김이 올라오고 계곡을 흐르는 물도 얼지 않는 이상기온 지대이다.
- 밀양대공원
- 밀양시립박물관
- 밀양시 독립기념관
- 현충탑
- 아리랑파크
- 토종 작물 테마 공원

경남농업자원관리원은 토종 작물의 소개와 보존을 주제로 한 테마공원을 공개하였다.
- 트윈터널

밀양시 삼랑진읍 무월산에 위치한 옛 경부선 터널이다. 상행 457m, 하행 443m 총 900m로 이루어져있어서 쌍둥이 같은 모습 때문에 트윈터널이라는 이름이 지어졌다.

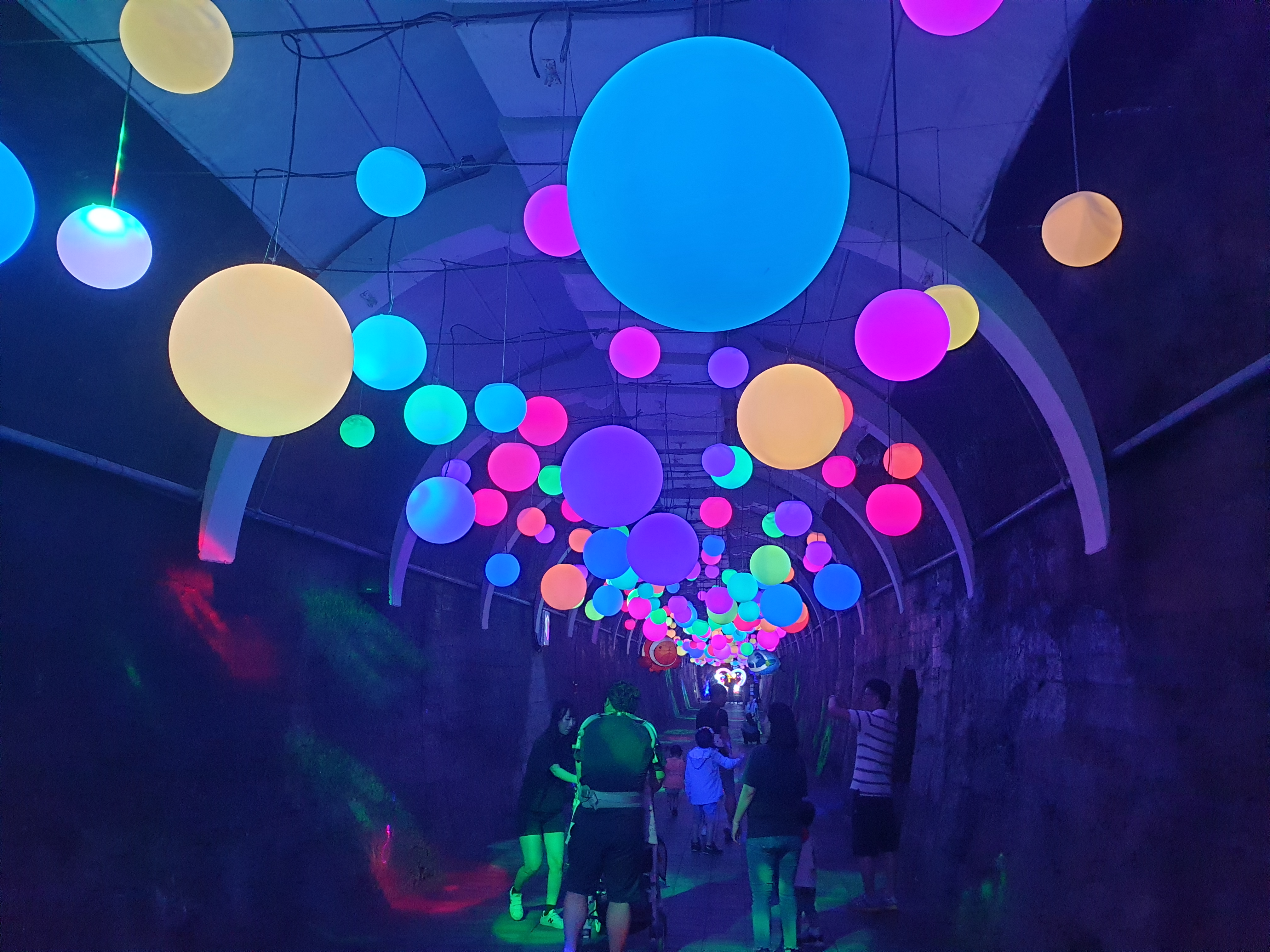
트윈터널

### 방언
영남 지방에 위치하여 동남 방언을 구사한다. 부산 말씨와 비슷한 뉘앙스를 풍기는 방언을 구사하기도 하지만, 대구와도 가까운 위치에 있기 때문에 특히 "ㅆ"을 "ㅅ"으로 발음하는 등 전반적으로 대구 말씨와도 유사한 편이다. 결과적으로 밀양 방언은 대구 방언+경남 방언의 혼합 형태를 띠고 있다.

### 구전 민요
- 밀양아리랑

밀양 부사(府使)의 딸 아랑(阿娘)이 젊은 관노(官奴)에게 억울하게 죽은 것을 슬퍼하여 ‘아랑아랑’ 하고 노래를 부른 데서 비롯되었다고 한다.

### 민속놀이
- 밀양 백중놀이

국가 무형 문화재 제68호. 경상남도 밀양에 전승되어 오는 백중날의 민속놀이. 농신제, 작두말타기, 춤판, 뒷놀이로 구성되어 있다.

## 자매 도시
- 일본 시가현 오미하치만시 (1994년 12월 1일)
- 중국 랴오닝성 번시시 (1998년 5월 1일)
- 대한민국 전라북도 남원시 (1999년 3월 30일)
- 중국 내몽골 자치구 우란하오터시 (1999년 8월 17일)
- 미국 뉴저지주 뉴밀포드 (2004년 11월 17일)
- 중국 허베이성 한단시 (2004년 11월 27일)
- 일본 오카야마현 세토우치시 (2006년 4월 6일)
- 일본 시마네현 야스기시

## 같이 보기
- 밀양 (영화)
- 한공주
- 대한민국의 설치순 도시 목록

## 참고 문헌
- 김부식 (1145), 《삼국사기》 〈잡지제삼 지리일(雜志第三 地理一)〉

- 정구복 외, 《역주 삼국사기》 4 주석편(하), 한국정신문화연구원,

- 일연(1281),《삼국유사》〈권제2 효소왕 시대 죽지랑 條〉 · 〈권제4 보양과 배나무 條〉
- 조선 왕조(1454), 《세종실록 지리지》(世宗實錄地理志), 〈지리지 > 경상도 > 경주부(慶州府) > 밀양 도호부(密陽都護府)〉